# المركز الوطني الفرنسي للبحث العلمي
المركز الوطني للبحث العلمي (بالفرنسية: Centre national de la recherche scientifique أو اختصاراً CNRS) هو أكبر منظمة أبحاث حكومية في فرنسا وأكبر وكالة أبحاث علوم أساسية في أوروبا.
أُسِّس المركز الوطني الفرنسي للبحث العلمي عام 1939، ويُدار المركز من قبل وزارة البحث الفرنسية. يعمل في المركز 26,000 موظف دائم (باحثون ومهندسون وإداريون) بالإضافة إلى 6,000 موظف مؤقت.

## هيكليته
بعد إصلاحات 2009 بات المركز مكوناً من عشرة معاهد هي:
- معهد الكيمياء Institute of Chemistry (INC)
- معهد علم البيئة والبيئة Institute of Ecology and Environment (INEE)
- معهد الفيزياء Institute of Physics (INP)
- المعهد الوطني للفيزياء النووية وفيزياء الجسيمات
- معهد العلوم البيولوجية Institute of Biological Sciences (INSB)
- معهد الإنسانيات والعلوم الاجتماعية Institute for Humanities and Social Sciences (INSHS)
- معهد علوم الحاسوب Institute for Computer Sciences (INS2I)
- معهد علوم الهندسة والنظم Institute for Engineering and Systems Sciences (INSIS)
- معهد العلوم الرياضية Institute for Mathematical Sciences (INSMI)
- المعهد الوطني لعلوم الأرض والفلك National Institute for Earth Sciences and Astronomy (INSU)

## مختبراته
من بين المختبرات التابعة للمركز الوطني الفرنسي للبحث العلمي:
- Centre d'Etude Spatiale des Rayonnements
- Centre européen de calcul atomique et moléculaire
- Centre de Recherches Linguistiques sur l'Asie Orientale
- Centre de Recherche et de Documentation sur l'Océanie
- Institut de l'information scientifique et technique
- Institut de recherche en informatique et systèmes aléatoires
- Institut d'astrophysique de Paris
- Institut de biologie moléculaire et cellulaire
- Institut Jean Nicod
- Laboratoire d'Annecy-le-Vieux de Physique des Particules
- Laboratoire Cités, Territoires, Environnement et Société
- Speech and language laboratory (CNRS)|Laboratoire Parole et Langage
- Laboratoire de Photonique et de Nanostructure
- Laboratoire de Phonétique et Phonologie
- Laboratoire de Physique Théorique
- Laboratoire d'Informatique, de Robotique et de Microélectronique de Montpellier
- Laboratoire d'analyse et d'architecture des systèmes
- LIP6|Laboratoire d'Informatique de Paris 6
- Laboratoire d'informatique pour la mécanique et les sciences de l'ingénieur
- SOLEIL
- Institut d'Histoire du Temps Présent
- Institut Méditerranéen d'Ecologie et de Paléoécologie